# Altaguardia
Altaguardia, auch Altaguarda, ist der Name einer Adelsfamilie aus dem Fürstbistum Trient. Der Stammsitz der bischöflichen Ministerialen lag auf der Burg Altaguardia bei Bresimo im gleichnamigen Tal, einem Seitental des Nonsbergs.

## Geschichte

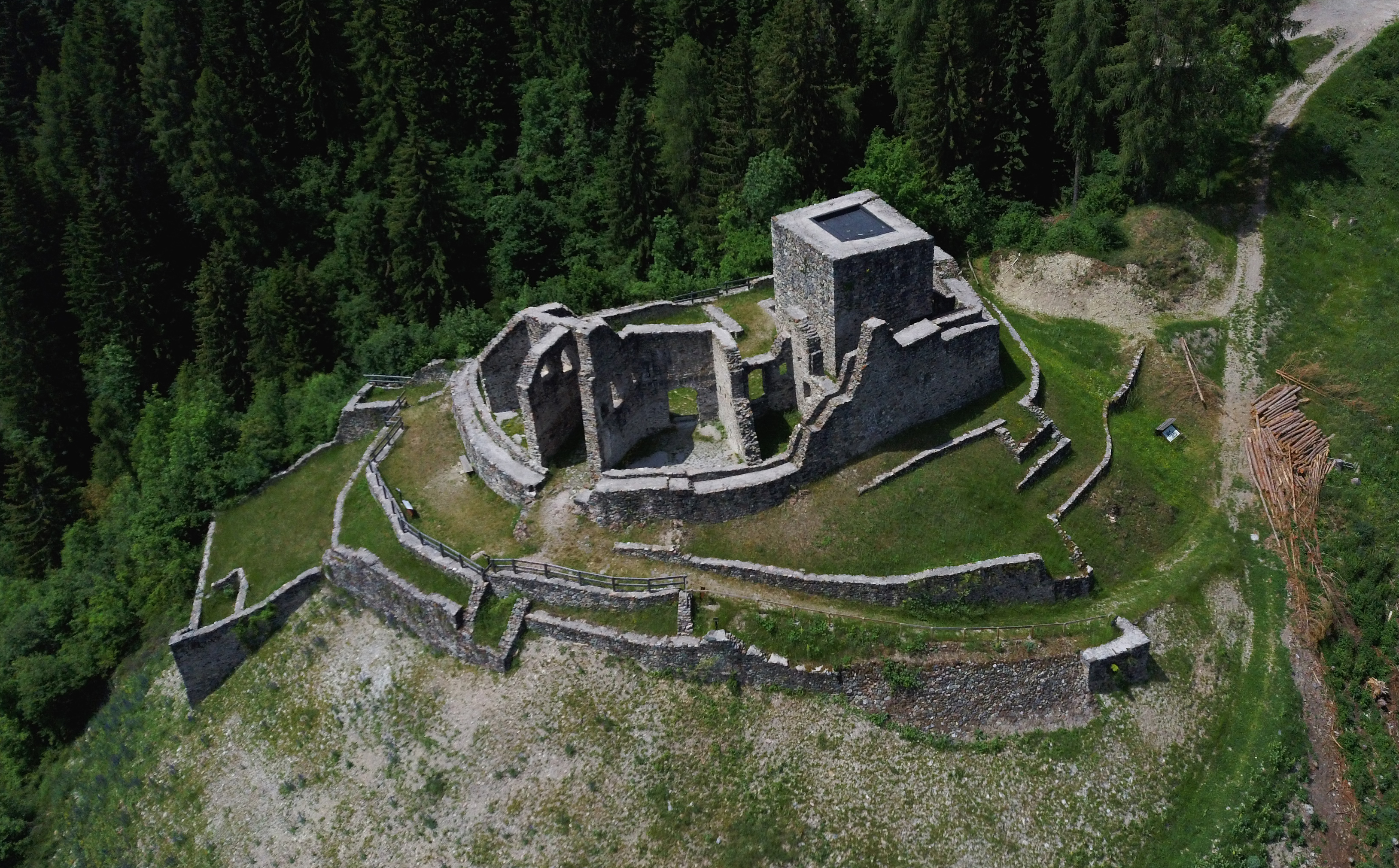
Der Stammsitz Castello di Altaguardia

Die Altaguardia waren eine von vielen Adelsfamilien im Lehenregister der Fürstbischöfe von Trient mit Stammsitz im Nonstal. Sie sind erstmals 1272 erwähnt. In einem Lehnbrief hinterließ Fürstbischof Egno von Eppan einem Rempreto di Altaguardia – bei Ausserer Remprecht von Altaguarda – sowie seinen Brüdern Nicolò, Ermanno und Turrisendo ein Grundstück unter ihrer Stammburg als Lehen, mit der Erlaubnis dort ein Lager für ihre Erträge zu errichten.
Möglicherweise waren sie ein Zweig der Di Livo aus dem gleichnamigen benachbarten Ort Livo. Der Vater von Rempreto und zugleich Stammvater des Geschlechts, Odorico, taucht auch im Zusammenhang mit den Di Livo auf. Ob Odorico 1272 noch lebte, ist nicht bekannt.  Im Codex Wangianus erscheint sein Sohn Rempreto als Rempertus de Altavardo et de Livo, der 1282 einer abgelehnten Investitur beiwohnt.
Ausserer vermutet, dass die in Quellen bereits Anfang des 13. Jahrhunderts unter dem Namen de Bresem erwähnten Personen dem Geschlecht der Altaguardia angehörten. Nach ihm kann eine enge Verbindung mit den da Mezzo (deut. Metz) aus Kronmetz (italienisch Mezzocorona), die ebenfalls einer Linie der Di Livio entstammten und bei Bresimo Ländereien besaßen, nicht ausgeschlossen werden. Angesprochen wurden die Altaguardia stets mit dem Titel nobili vis oder nobili dominus.
Der Name Rempreto di Altaguardia  taucht in Urkunden noch sporadisch bis zum Ende des 13. Jahrhunderts auf. Im 14. Jahrhundert gelangten verschiedene Familienmitglieder durch Kauf oder Erbschaft in den Besitz von weiteren Ländereien im Nons- und angrenzenden Sulzberg, darunter auch die Anlagen und Einrichtungen eines Bergwerkes bei Ossana.
1366 heiratete Sanguerra di Altaguardia Lola Thun aus dem Geschlecht der Thun. Sanguerra war es auch, der als Vasall des Fürstbischofs im Streit um Einflusssphären in den Tälern des  Noce an Überfällen gegen die Vasallen des  Grafen von Tirol teilnahm. Erst ein Waffenstillstand im November 1371 brachte Einhalt und mit dem im Juni 1372 unterzeichneten Frieden waren die Einflusssphären zwischen den beiden Parteien endgültig festgelegt.
Mit dem Verkauf der Stammburg Altaguardia durch Manlio di Altaguardia, Bruder des Sanguerra, an Antonio di Sant’Ippolito 1387 erlosch das Geschlecht.

## Wappen

Das Gemeindewappen von Bresimo, das sich an das Wappenschild der Altaguardia anlehnt

Das Wappenschild der Herren von Altaguardia wurde von der Gemeinde Bresimo 1987 in leicht abgeänderter Form als Gemeindewappen übernommen.
Blasonierung: Geteilt im Sparren in rot und schwarz, goldene Sparrenleiste an der Teilung. Der Zinnenschildfuß im Gemeindewappen kommt im Wappen der Altaguardia nicht vor.